# Chronologie de l'histoire du Québec (1982 à aujourd'hui)
Cette section de la Chronologie de l'histoire du Québec concerne les événements depuis le rapatriement de l'Acte de l'Amérique du Nord britannique jusqu'à aujourd'hui.

## Années 1980
- 1982 - Le 17 avril, le gouvernement fédéral de Pierre Trudeau effectue le rapatriement unilatéral de l'Acte de l'Amérique du Nord britannique sans le consentement du Québec.
- 1984 - Le 8 mai, le caporal Denis Lortie pénètre dans l'Assemblée nationale et commence à tirer sur les gens qu'il rencontre au passage avec une arme à feu. Il y a 3 morts et 9 blessés.
- 1984 - Pierre Trudeau démissionne de son poste de premier ministre du Canada.
- 1984 - Brian Mulroney, de Baie-Comeau au Québec, devient premier ministre du Canada.
- 1984 - René Lévesque accepte le beau risque des négociations constitutionnelles avec le gouvernement Mulroney. Cette décision divise profondément le Parti québécois.
- 1984 - Publication de la politique d'ensemble À parts égales sur l'intégration scolaire, sociale et professionnelle des personnes handicapées.
- 1985 - René Lévesque démissionne de son poste de Président du Parti québécois.
- 1985 - Élection générale (Québec) : les libéraux remportent la majorité des sièges.
- 1987 - Création des bureaux de liaison entreprises-universités (BLEU) à partir d’un financement modeste du Conseil national de recherches Canada. Les BLEU forment maintenant un réseau qui s’étend à tous les centres universitaires du Québec.
- 1987 - L'accord du lac Meech obtient l'aval du gouvernement fédéral et des provinces. Il n'est cependant pas ratifié.
- 1987 - Le 1er novembre René Lévesque décède.
- 1987 - Durant le déluge de Montréal, la ville est frappée par une série d'orages l'après-midi du 14 juillet. L'autoroute Décarie se transforme en rivière, les transports publics sont interrompus et plus de 40 000 maisons sont inondées.
- 1988 - L’âge de la fréquentation scolaire obligatoire est augmenté d’un an et est maintenant de 6 à 16 ans.
- 1988 - L'Accord de libre-échange canado-américain est signé. L'appui quasi unanime du Québec joue un rôle majeur dans la balance des pouvoirs.
- 1988 - En réponse à un jugement de la Cour suprême, le gouvernement libéral de Robert Bourassa adopte le projet de loi 178 qui vise à maintenir l’affichage exclusif du français pour une période de cinq ans.
- 1988 - Inauguration du Musée de la Civilisation (Québec).
- 1988 - Création du Conseil permanent de la jeunesse (CPJ).
- 1988 - Le 23 août 1988, un incendie d'un entrepôt de BPC éclate à Saint-Basile-le-Grand. C'est la pire catastrophe écologique de l'histoire du Québec.
- 1989 - Le 13 mars, un orage solaire cause une panne de courant qui dure 9 heures dans plusieurs endroits du Québec.
- 1989 - Élection générale (Québec) : les libéraux sont reportés au pouvoir.
- 1989 - Tuerie de l'École polytechnique de Montréal le 6 décembre.

## Années 1990
- 1990 - Début de la Crise d'Oka.
- 1990 - Lucien Bouchard quitte le Conseil des ministres de Brian Mulroney voyant venir l'effondrement de l'Accord du lac Meech. Il fonde par la suite le Bloc québécois.
- 1990 - L'Accord du lac Meech s'effondre, quelques provinces ayant décidé de ne pas le ratifier. L'appui à l'indépendance du Québec atteint par la suite des sommets inégalés.
- 1991 - Le gouvernement fédéral instaure la taxe sur les produits et services (TPS).
- 1991 - Adoption de la loi 150 le 20 juin. Cette loi promettait la tenue d'un référendum sur la souveraineté si aucun accord constitutionnel n'était signé entre Ottawa et Québec d'ici 1992. (La loi a plus tard été amendée pour permettre la tenue d'un référendum sur l'Accord de Charlottetown.)
- 1992 - 350e anniversaire de Montréal
- 1992 - Le 13 août, Richard Holden, un ancien membre du Parti égalité rejoint les rangs du Parti québécois.
- 1992 - Référendum sur l'Accord de Charlottetown le 26 octobre. Le Canada anglais et le Québec rejettent tous deux l'accord constitutionnel.
- 1993 - Brian Mulroney démissionne de son poste de premier ministre du Canada le 24 février.
- 1993 - Jean Chrétien, de Shawinigan au Québec, devient premier ministre du Canada.
- 1993 - L'Accord de libre-échange nord-américain (ALENA) entre en vigueur.
- 1994 - Après près de 40 ans de préparation, le nouveau Code civil du Québec entre en vigueur le premier janvier.
- 1994 - Mario Dumont et Jean Allaire quittent le Parti libéral du Québec à la suite du rejet du Rapport Allaire et fondent l'Action démocratique du Québec.
- 1994 - Septembre, Élection générale (Québec) : le Parti québécois remporte la majorité des sièges. Jacques Parizeau devient premier ministre du Québec.
- 1995 - Le 30 octobre, un deuxième référendum sur la souveraineté du Québec est tenu. Le camp du NON obtient la majorité, mais cette fois avec un écart très mince d'environ 50 000 voix. Voir le référendum de 1995 au Québec.
- 1995 - À la suite de la défaite du camp souverainiste, Jacques Parizeau démissionne de son poste de premier ministre. Le chef du Bloc québécois, Lucien Bouchard, se fait élire dans le comté de Jonquière et prend la place de son prédécesseur.
- 1996 - Adoption de la Loi québécoise sur l’équité salariale et création de la Commission de l’équité salariale.
- 1996 - Déluge du Saguenay : le débordement de la rivière Saguenay inonde la région de Saguenay du 18 juillet au 21 juillet et dévaste la région.
- 1996 - Jean-Louis Roux devient Lieutenant-gouverneur du Québec pour un bref instant, mais est forcé de démissionner lorsque son passé de partisan d'un parti pro-nazi d'avant-guerre refait surface.
- 1996 - Mort de Robert Bourassa le 2 octobre.
- 1997 - Création, par le gouvernement fédéral, de la Fondation canadienne pour l'innovation (FCI) société autonome qui a pour objectif de renforcer la capacité de recherche canadienne.
- 1997 - Un amendement à la Constitution du Canada permet de déconfessionnaliser les établissements scolaires du système d'éducation québécois.
- 1998 - Une tempête de verglas s'abat sur la région de Montréal et la Montérégie au début du mois de janvier.
- 1998 - Élection générale (Québec) : le Parti québécois est de nouveau porté au pouvoir.
- 1999 - La Loi sur la clarté référendaire est adoptée par le Parlement du Canada.
- 1999 - Jean Chrétien impose au Québec le pouvoir fédéral de dépenser avec l’Entente-cadre sur l’union sociale (ECUS).

## Années 2000
- 2000 - Début de l'affaire Michaud où le candidat péquiste Yves Michaud tient des propos qui lui vaudront une motion de blâme de l'Assemblée nationale alors qu'ils se sont révélés sans fondement.
- 2000 - Rhéal Mathieu, un ancien membre du Front de libération du Québec, est arrêté pour complicité après le fait à un dommage causé par le feu, à trois restaurants Second Cup de Montréal. Après ces événements, les Second Cup du Québec changèrent leurs enseignes pour « Les cafés Second Cup ».
- 2001 - Considérant avoir échoué dans ses efforts pour amener des « conditions gagnantes » à la tenue d'un troisième référendum sur la souveraineté du Québec, le premier ministre du Québec Lucien Bouchard démissionne de son poste et se retire complètement de la vie publique.
- 2001 - Bernard Landry devient premier ministre du Québec le 8 mars.
- 2001 - Au mois d'avril, la ville de Québec est l'hôte du Sommet des Amériques, événement qui attire un grand nombre d'activistes anti-mondialisation originaires d'un peu partout dans les Amériques. En même temps et au même endroit, Québec tient le troisième Sommet des peuples des Amériques.
- 2001 - L’Acfas conserve son acronyme mais devient l’Association francophone pour le savoir.
- 2002 - La fusion de toutes les villes de l'île de Montréal donne naissance à la nouvelle Ville de Montréal. Le même phénomène se produit avec Longueuil, ville de Québec, Lévis, Saguenay, Sherbrooke et Gatineau.
- 2003 - Le 14 avril, après neuf ans de règne, le Parti québécois est défait par le Parti libéral du Québec lors de l'élection générale québécoise de 2003. L'Action démocratique du Québec de Mario Dumont obtient près de 20 % des votes.
- 2004 - Abandon, par Hydro-Québec d'un projet de centrale thermique au gaz naturel à cycle combiné, le projet du Suroît.
- 2004 - 2005 - Le scandale des commandites est mis au jour et la commission Gomery enquête sur les pratiques illégales au gouvernement fédéral.
- 2005 - Les étudiants déclenche la grève étudiante québécoise de 2005 pour protester contre les coupures dans le programme d'aide financière aux études.
- 2005 - Expédition québécoise en Antarctique qui restera à bord du Sedna IV afin d'étudier les effets du réchauffement climatique.
- 2006 - Création du parti de gauche Québec solidaire.
- 2006 - Stephen Harper du Parti conservateur du Canada devient premier ministre du Canada.
- 2006 - Fusillade au collège Dawson le 13 septembre.
- 2006 - La Chambre des communes du Canada adopte une motion qui reconnaît que « les Québécois forment une nation au sein d'un Canada uni ».
- 2007 - Le 26 mars, le Parti libéral du Québec dirigé par Jean Charest obtient un deuxième mandat lors des élections générales de mars, mais cette fois-ci en tant que gouvernement minoritaire. Tandis que l'Action démocratique du Québec de Mario Dumont devient l'opposition officielle, le Parti québécois réalise son pire score en trente ans (28.35 % des voix), et se retrouve en troisième position sur l'échiquier politique québécois.
- 2007 - Début de la commission Bouchard-Taylor sur les accommodements raisonnables.
- 2007 - Le 31 juillet, disparition de Cédrika Provencher.
- 2008 - 400e anniversaire de la fondation de la ville de Québec.
- 2008 - Le 20 juillet, spectacle de Paul McCartney sur les plaines d'Abraham dans le cadre du 400e anniversaire de Québec.
- 2008 - Le 8 décembre, le Parti libéral du Québec dirigé par Jean Charest obtient un troisième mandat, mais cette fois-ci en tant que gouvernement majoritaire. Le Parti québécois de Pauline Marois redevient l'opposition officielle.
- 2009 - Le 1er novembre, élections municipales dans toute la province de Québec. À Montréal, malgré une campagne électorale marquée par le scandale de l'industrie de la construction, Gérald Tremblay du parti Union Montréal est reporté au pouvoir pour un troisième mandat.
- 2009 - En novembre, le gouvernement du Québec entame la plus vaste campagne de vaccination de son histoire visant à protéger la population contre l'Influenzavirus A sous-type H1N1.

## Années 2010
- 2010 - Septembre : la commission Bastarache sur le processus de nomination des juges tient ses travaux pour enquêter sur les allégations de l'ancien ministre de la Justice libéral Marc Bellemare selon lesquelles il avait subi, en 2003 et 2004, des pressions de collecteurs de fonds du Parti libéral pour nommer des juges.
- 2011 - François Legault fonde le parti Coalition avenir Québec. L'Action démocratique du Québec s'y fusionne.
- 2012 - Printemps érable : les étudiants protestent contre la hausse des droits de scolarité et leur grève se transforment en important mouvement social.
- 2012 - 4 septembre : Le Parti québécois de Pauline Marois - première femme à être élue première ministre du Québec - remporte l'élection générale. Il forme un gouvernement minoritaire.
- 2013 - 6 juillet : tragédie ferroviaire de Lac-Mégantic en Estrie, la plus importante de l'histoire canadienne.
- 2014 - 7 avril : Élection générale. Le PLQ, dirigé par Philippe Couillard, fait élire 70 députés et reprend le pouvoir après 19 mois de gouvernance du PQ. Le PQ obtient 30 députés, la CAQ 22 et Québec solidaire 3.
- 2015 - Le 1er juin, décès de Jacques Parizeau
- 2016 - Décès de Jean Lapierre et de Roberto Bissonnette dans des écrasements aériens
- 2017 - 29 janvier : Attentat de la grande mosquée de Québec. Un homme abat 6 hommes et blessent 19 personnes.
- 2017 - Mai : 128 municipalités sont touchées par les inondations printanières
- 2018 - 1 octobre : Élection générale. La Coalition avenir Québec, dirigé par François Legault, fait élire 74 députés et prend le pouvoir. Il s'agit de la première fois depuis 1966 qu'un parti autre que le Parti libéral du Québec ou le Parti québécois forme le gouvernement.
- 2019  - 15 mars : Manifestation pour le climat par les étudiants québécois avec la présence de Greta Thunberg.
- 2019  - Le crucifix est enlevé au Salon Bleu de l'Assemblée nationale.

## Années 2020
- 2020 - Début de la pandémie de la Covid-19 au Québec.
- 2020 - 28 septembre : survient le Décès de Joyce Echaquan dans un hôpital de Saint-Charles-Borromée.
- 2020 - 31 octobre : Un homme tue 2 personnes et en blessent 5 dans le Vieux-Québec avec un sabre japonais.
- 2021 - Suite de la pandémie de la Covid-19 au Québec.
- 2022 - 3 octobre : réélection de la Coalition Avenir Québec (CAQ)
- 2023 - 8 février : Attentat à la garderie de Laval : Un homme tue 2 enfants et en blessent 6 dans la ville de Laval avec un autobus de la Société de transport de Laval.
- 2023 - 13 mars : Attaque à la voiture-bélier à Amqui : un homme tue 3 personnes et en blessent 8 autres en heurtant volontairement avec une voiture.
- 2023 - 16 mars : un Incendie criminel survenu dans le Vieux-Montréal cause le décès de 7 personnes et en blessent 9. Il s'agit de l'incendie le plus mortel dans la ville de Montréal depuis 1975.
- 2023 - Grève du front commun contre les offres du Gouvernement du Québec.
- 2024 - Entente historique sur l'électricité entre le Québec et Terre-Neuve-et-Labrador.